# Diocèse décentralisé
 (août 2024).
Si vous disposez d'ouvrages ou d'articles de référence ou si vous connaissez des sites web de qualité traitant du thème abordé ici, merci de compléter l'article en donnant les références utiles à sa vérifiabilité et en les liant à la section « Notes et références ».
En Grèce, les diocèses décentralisés (Αποκεντρωμένη Διοίκηση, Αpokentroméni Diíkisi) sont des subdivisions administratives régionales de l'administration centrale créées le 1er janvier 2011.
Au nombre de sept, constitués à la suite du programme Kallikratis, ces diocèses sont destinés à regrouper les services étatiques existants auparavant au sein de chaque périphérie qui, depuis, ont gagné en autonomie.
Chaque diocèse regroupe jusqu'à trois périphéries (seules celles d'Attique et de Crète ne sont pas concernées par ces regroupements) et est dirigé par un administrateur (Secrétaire général) nommé par le gouvernement.

## Liste des diocèses décentralisés

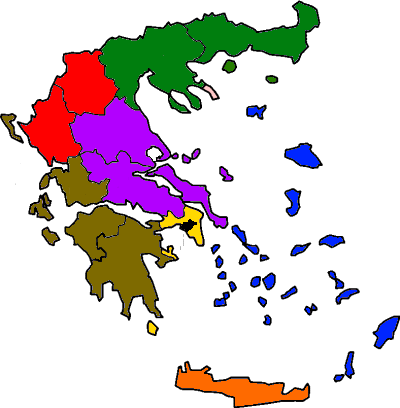
Les diocèses décentralisés créés par la réforme Kallikratis de 2010.

- Attique, ayant son siège à Athènes
- Macédoine-Thrace, ayant son siège à Thessalonique
- Épire-Macédoine-Occidentale, ayant son siège à Ioannina
- Thessalie-Grèce-Centrale, ayant son siège à Larissa
- Péloponnèse-Grèce occidentale-Îles Ioniennes, ayant son siège à Patras
- Égée, ayant son siège au Pirée
- Crète, ayant son siège à Héraklion
- Communauté monastique du mont Athos (exclue du plan Kallikratis)